# Adepero Oduye
Adepero Oduye, née le 11 janvier 1978  à Brooklyn, est une actrice américaine.

## Biographie
Adepero Oduye est d'origine nigériane et diplômée de l'université Cornell.

## Filmographie

### Cinéma

#### Longs métrages
- 2004 : On the Outs : Adepero
- 2006 : Half Nelson de Ryan Fleck : Crack Smoker
- 2011 : Pariah : Alike
- 2012 : The Coolest White Boy Ever : Adepero
- 2013 : Twelve Years a Slave : Eliza
- 2015 : Emily & Tim : Meg Hanratty (segment 'Acceptance')
- 2015 : The Big Short : Le Casse du siècle : Kathy Tao
- 2015 : My Name Is David
- 2017 : The Dinner de Oren Moverman : Nina
- 2017 : Geostorm : Eni Adisa
- 2018 : Galveston de Mélanie Laurent
- 2018 : Wanderland : Anais
- 2018 : Les Veuves (Widows) : Breechelle
- 2018 : Viper Club : Keisha

#### Courts métrages
- 2002 : Water
- 2004 : Fall
- 2006 : The Tested
- 2006 : The Assassin of Saint Nicholas Avenue
- 2007 : Pariah : Alike
- 2009 : Sub Rosa : Ayesha
- 2009 : If I Leap : Zipporah
- 2010 : Tags : Shayla Johns
- 2010 : This Is Poetry
- 2011 : Touch of Evil
- 2013 : The Doors : L
- 2015 : Artemis Falls : Aiden Collins
- 2017 : To Be Free : Nina Simone

### Télévision
- 2005 : New York, police judiciaire : Traci Sands (saison 16, épisode 6)
- 2006 : New York, section criminelle : Jackie (saison 6, épisode 8)
- 2007 : Wifey (téléfilm) : Kadijah
- 2009 : The Unusuals : Regina Plank (saison 1, épisode 6)
- 2010 : Louie : Tarese (saison 1, épisode 10)
- 2011 : Steel Magnolias (téléfilm) : Annelle
- 2017 : The Feels (saison 2, épisodes 16 et 28)
- 2018 : Random Acts of Flyness : tante Denise (saison 1, épisodes 3 et 4)
- 2019 : Central Park Five (mini série TV) : Nomsa Brath
- 2021 : Falcon et le Soldat de l'Hiver : Sarah Wilson
- 2022 : Five Days at Memorial : Karen Wynn
- 2024 : Eric : Cécile Rochelle

## Nominations
Lors de la 18e cérémonie des Chlotrudis Awards, elle est nommée pour le Chlotrudis Award de la meilleure actrice grâce à son rôle dans Pariah (2011). Pour le même rôle, elle est également nommée à la 27e cérémonie des Independent Spirit Awards en tant que meilleure actrice.